# 吳禧
吴禧（1460年—？），字祐卿，浙江金华府兰溪縣人，民籍，明朝政治人物。

## 生平
浙江鄉試第四十七名舉人。弘治十二年（1499年）中式己未科會試第二百八十三名，三甲三十一名進士。

## 家族
曾祖吴瑄；祖吴瀚；父吴琫。母高氏。永感下。兄和、佳。弟全、足。